# White Sulphur Springs (Virginie-Occidentale)
Pour les articles homonymes, voir White Sulphur Springs.
White Sulphur Springs est une localité du comté de Greenbrier en Virginie-Occidentale. Sa population était de 2 444 habitants en 2010.
White Sulphur Springs accueille le complexe hôtelier The Greenbrier.
Autrefois appelée Dry Creek, la ville doit son nom à la proximité d'une source sulfureuse (sulphur spring en anglais).

## Personnalités
- Daniel Coleman DeJarnette Sr. (1822-1881), homme politique, décédé à White Sulphur Springs.
- Katherine Johnson (1918-2020), physicienne, mathématicienne et ingénieure spatiale, née à White Sulphur Springs.